# ابن خير الإشبيلي
أبو بكر محمد بن خير بن عمر بن خليفة المشهور بابن خير الإشبيلي (502 هـ - 575 هـ) (1108 - 1179) هو إمام حافظ ومقرئ ومجود ولغوي ونحوي أندلسي إشبيلي. اشتهر بمؤلفه فهرسة ما رواه عن شيوخه.

## مسيرته
ولد بعد وقت قصير من معركة أقليش التي انتصر فيها المرابطون. بدأ في طلب العلم منذ عام 518 هـ في إشبيلية، وتتلمذ على أبي الحسن شريح بن محمد بن شريح، وتوثقت بينهما صداقة. ولم يغادر إشبيلية حتى عام 527 هـ. وأصبح كثير التنقل في مدن الأندلس يطلب العلم من شيوخ قرطبة (529 هـ). وعاد إلى إشبيلية عام 535 هـ من جديد إلى الأخذ عن أستاذه أبي الحسن شريح، حتى وفاة أستاذه عام 539 هـ. وتنقل بين المرية وطريف (540 هـ) كما طلب العلم في مالقة والجزيرة الخضراء. ولا تتوفر معلومات عن حياته إلى غاية عام 549 هـ عندما زار مدينة شلب، وبين عامي 563 هـ و 564 هـ استمع في مدينة مورون إلى المعلم أبي إسحاق بن إبراهيم بن خلف الموروي.

وروى أن أحد أمراء دولة المرابطين في الأندلس طلب منه أن ينسخ له كتاب صحيح مسلم للإمام مسلم بن الحجاج فكتب له نسخة جميلة الخط متقنة مجودة وقابلها على ثلاثة أصول معتمدة مقابلة على نسخة الحافظ الجياني وقد اشتهرت هذه النسخة لدى علماء المغرب واعتبروها أصح نسخ صحيح مسلم، وقال عنه عبد الحي الكتاني:
كان مقامه الأخير بمدينة قرطبة، حيث مرض وهو في السبعين من عمره، فعرض عليه حاكم قرطبة إمامة جامع قرطبة الكبير فقبل، وكان يتقاضى عن ذلك مرتباً، وبقي هناك حتى وفاته وهو في عمر الثلاث والسبعين، ودفن بمقبرة بإشبيلية بعد نقل جثمانه من قرطبة إليها.

## فهرسته
فِهْرِست ابن خير كتاب يعنى بالمؤلفات أكثر من عنايته بالمؤلفين. هذا الكتاب على درجة كبيرة من الأهمية، فهو أفضل المصنفات التي ترصد المكتبة العربية في الأندلس. وهو يتضمن معلومات قيمة يندر أن نجدها في مرجع سواه، مثل سرده لمجموعة الكتب التي حملها أبوعلي القالي معه إلى بلاد الأندلس. وهذه الكتب مروية بأسانيدها. ويقدر الباحثون أن كتب القالي من أكبر روافد الحركة العلمية في الأندلس. وأسلوب ابن خير في فهرسته يقوم على روايته أسماء الكتب على حسب العلوم أو الموضوعات، وإن تفرقت لديه بعض الكتب ووقعت في غير مظانّها.
وابن خير حريص كل الحرص على الرواية الدقيقة لأسماء الكتب رواية شفهية عن الشيوخ الثقات الذين اتصل بهم وأخذ عنهم. ويبدو حرصه على ذلك في التزامه الإسناد المتسلسل بما يقرب من درجة التّواتر. وقد يرى بعض الباحثين أن أسانيد ابن خير تكاد تطغى على المتن وأنها تثقل كاهل الموضوع الأصل، إلاّ أن هذه الطريقة التي اتبعها الأشبيلي هي ذات فائدة في تأكيد نسبة الكتب إلى أصحابها والتمييز بين أسماء الكتب المتشابهة وربطها بمؤلفيها. كما أنها تكشف عن ناحية أخرى مهمّة وهي تَضَمنُّها طائفة كبيرة من الشيوخ الذين أخذ عنهم المؤلف وعن التلاميذ الذين رووا عن ذلك المؤلف وحملوا الكتاب عنه. كذلك يعدّ الكتاب على قيمة كبيرة للقائمين على تحقيق التراث العربي والباحثين في تراجم أعلام اللغة والنحو وغيرهم.
أمّا المنهج الذي اتبعه ابن خير في عرض مادته الغزيرة فهو تقسيم الكتاب إلى موضوعات، جاعلاً لكل موضوع بابًا خاصًّا، كالمجاميع المؤلفة في علوم القرآن والموطآت والمسانيد وكتب غريب الحديث والتاريخ وتراجم الرجال وكتب السّير والفقه والأصول وكتب الأدب واللغة والنحو والشعر وما إليها.
ضم الكتاب في آخر أقسامه بابًا في كبار العلماء والشيوخ الذين لقيهم المؤلف وتلمذ لهم وأجازوه في الرواية. وفي هذا دليل على دقة المصنف وتمسكه بروح العلم والموضوعية.
بلغت الكتب التي سمعها أو قرأها أو أجيزت له مما سجله في فهرسته 1045 مصنفاً من أمهات المؤلفات العربية التي تناولت بالبحث أكثر العلوم والفنون التي كانت معروفة في زمانه. وتعود أهمية كتاب الفهرسة في تاريخ التراث العربي الإسلامي سواء في ذلك ما صنفه المشارقة أو ما كان من الإنتاج الفكري لإخوانهم المغاربة.
كما اشتهر ابن خير بضبط القراءات، حيث استمع من أبي مروان الباجي المشهور باسم صاحب الصلاة، وعن والشيخ الأكبر ابن العربي. نشر الكتاب قديمًا في إسبانيا عام 1893 ثم أعيد نشره عام 1963 وزود بالفهارس.

## وصلات خارجية
- المكتبة الإسبانية "Bibliotheca arabico-hispana-1883" طبعة المستشرق الإسباني فرانسيسكو كوديرا الإسباني مدريد سنة 1883 إلى 1892، والتي ضمت فهرست ما رواه عن شيوخه ابن خليفة الإشبيلي.